# Mỹ Khánh, huyện Phong Điền
Mỹ Khánh là một xã thuộc huyện Phong Điền, thành phố Cần Thơ, Việt Nam.
Xã Mỹ Khánh có diện tích 10,61 km², dân số năm 1999 là 9.515 người, mật độ dân số đạt 897 người/km².